# Лочехин, Леонид Николаевич
Леонид Николаевич Лочехин — советский хозяйственный, государственный и политический деятель.

## Биография
Родился в 1929 году в поселке Каменка. Член КПСС с года.
С 1953 года — на хозяйственной, общественной и политической работе. В 1953—1980 гг. — инженерно-технический работник на Цигломенском комбинате, первый секретарь Ломоносовского райкома КПСС, слушатель Академии общественных наук, заведующий промышленно-транспортным отделом Архангельского обкома КПСС, первый секретарь Архангельского горкома КПСС.
Делегат XXV съезда КПСС.
Умер в Архангельске в 1980 году.